# Epsy Campbell Barr
Epsy Alejandra Campbell Barr (San José, 4 de julio de 1963) es una política, economista y activista por los derechos humanos costarricense. 
Fue dos veces diputada (2002-2006, 2014-2018) por el Partido Acción Ciudadana (PAC) y dos veces precandidata a la presidencia de la República por la misma agrupación. El 1 de abril de 2018 fue electa como primera vicepresidenta de Costa Rica, siendo parte de la fórmula de Carlos Alvarado Quesada, convirtiéndose en la primera mujer afrodescendiente electa popularmente para ocupar ese cargo en América continental.
Campbell fue designada ministra de Relaciones Exteriores del país, cargo que ocupó del 8 de mayo al 10 de diciembre de 2018.
Fue la impulsora del Día Internacional de los Afrodescendientes declarado por parte de la Asamblea General de la Organización de las Naciones Unidas (ONU),promovió la creación y presidió el Foro Permanente de Afrodescendientes de las Naciones Unidasen el periodo 2022-2024, es la fundadora de la Coalición Global contra el Racismo Sistémico y por las Reparaciones,fue electa en octubre de 2024 como presidenta del Centro para el Deporte y los Derechos Humanos, en sustitución de Mary Robinson, y es la presidenta ejecutiva de la campaña «Respeto. No al racismo».

## Biografía
Cursó la secundaria en el Liceo Franco Costarricense y se graduó en el Colegio Superior de Señoritas en 1980. Tiene estudios superiores en administración de negocios, sociología y ciencias políticas por la Universidad de Costa Rica; de Economía por la Universidad Latina de Costa Rica; una maestría en Técnicas Avanzadas de Gestión y Decisión Política por el Programa Gadex en Madrid, España; y una maestría en Cooperación Internacional para el Desarrollo por parte de la Fundación Cultural y de Estudios Sociales en Madrid. En el año 2021 recibió un doctorado honoris causa por la Universidad de Brenau.
Es investigadora y activista de los derechos humanos en temas relacionados con mujeres, pueblos indígenas, afrodescendientes, desarrollo humano, inclusión social y medio ambiente. Fue coordinadora de la Red de Mujeres Afrolatinoamericanas y Afrocaribeñas (1997-2001), coordinadora del Foro de Mujeres para la Integración Centroamericana (1996-2001), integrante de la Alianza de Pueblos Afrodescendientes de América Latina y las Antillas, integrante fundadora del Centro de Mujeres Afrocostarricenses, consultora nacional e internacional en temas relacionados con empleo, desarrollo de los pueblos, comunidades y mujeres afrodescendientes, derechos humanos de las mujeres, racismo, sexismo y discriminación, y miembro del Parlamento Negro de las Américas.
Fue propulsora en Costa Rica de la aprobación de la Convención Interamericana contra el Racismo, la Discriminación Racial y Formas Conexas de Intolerancia (2016), integrante del Comité que elaboró el «Informe Regional de Desarrollo Humano (IRDH) para América Latina y el Caribe: Progreso Multidimensional» (2016) coordinado por el Programa de las Naciones Unidas para el Desarrollo; directora de más de 15 investigaciones internacionales y autora de 20 publicaciones sobre inclusión social.

### Familia
Campbell es descendiente de migrantes jamaiquinos y lleva el nombre de su abuela, Epsy, a quien considera su principal inspiración de vida según narró en el libro Luchadoras del Instituto Interamericano de Cooperación para la Agricultura (IICA).De acuerdo con la publicación sus primeras batallas políticas las ganó en su propia casa al ser parte de una familia numerosa —cinco hermanas y dos hermanos—:

Desde que tengo memoria me parece injusta la distribución de las responsabilidades en el hogar. Según mamá, una de las primeras frases que aprendí fue “¡No es justo!”. No es justo que las hermanas lavemos los trastos y ellos no; no es justo que mientras ellos solo limpian el patio nosotras tenemos que ayudar en la cocina; no es justo que nosotras tendamos las camas y ellos no. ¡No es justo! ¡No es justo!.

Su hermana Sasha es una reconocida cantante, periodista y presentadora. Su hermana Shirley es una antropóloga, activista y poetisa afrocostarricense, autora del poema Rotundamente negra (1994), que se ha convertido en un símbolo para las mujeres afrodescendientes de América Latina. Su hermana Doris es actriz profesional, bailarina e instructora de danza contemporánea en el Taller Nacional de Danza, mientras que sus otros hermanos: Narda, Luis y Gustavo Campbell han mantenido perfiles más discretos.
Campbell está casada desde el año 2015 con el empresario costarricense Berny Venegas Durán.

## Experiencia política
Campbell fue diputada del Partido Acción Ciudadana para el periodo 2002-2006, jefa de fracción del 2003 al 2006 y presidenta de la agrupación del 2005 al 2009. Además fue candidata a la primera vicepresidencia de Costa Rica en el año 2006, donde obtuvo un 39.80% de la votación.

### Diputada
Durante sus periodos como diputada Campbell se enfocó principalmente en los temas relacionados con una reforma fiscal estructural, con énfasis en la progresividad del sistema tributario y de eficiencia en el gasto público. En enero de 2016 llamó al resto de los diputados a sentarse a discutir sobre la necesidad de un acuerdo fiscal para encaminar las finanzas públicas hacia la sostenibilidad.
Impulsó la reforma constitucional para la destitución de diputados que faltaran al deber de probidad (Ley 9571), la propuesta de derogatoria de la Dirección de Inteligencia y Seguridad Nacional (DIS), la propuesta para regular el cabildeo o lobby en la función pública, la declaratoria de agosto como mes histórico de la afrosdescendencia en Costa Rica (Ley 9526), el proyecto de Ley Marco para Prevenir y Sancionar Todas las Formas de Discriminación, Racismo e Intolerancia, el proyecto para prohibir la comercialización de loterías ilegales, y la Ley contra el Acoso Sexual Callejero (Ley 9877).
Como parte de la Comisión del Control del Ingreso y el Gasto Público participó de investigaciones sobre la fijación de tarifas por parte de la Autoridad Reguladora de los Servicios Públicos, la falta de ejecución de recursos de un crédito internacional con el Banco Internacional de Reconstrucción y Fomento para financiar el proyecto Limón Ciudad-Puerto, así como de la pretensión gubernamental de adquirir el Centro Corporativo El Tobogán para construir allí la denominada "Ciudad Gobierno". Asimismo fue miembro de las comisiones de Derechos Humanos, Relaciones Internacionales, de Asuntos Económicos y la Comisión de la Mujer.
Campbell promovió como diputada la creación de la campaña «Respeto. No al racismo», una campaña antirracista, antidiscriminación y de fomento de la tolerancia en los eventos deportivos de Costa Rica, particularmente en los partidos de fútbol de la Primera División, con el propósito de fomentar la integración de valores en los entornos deportivos, destacando principalmente el respeto.

#### Día Nacional del Calipso
En julio de 2018 la Asamblea Legislativa aprobó una iniciativa de Campbell para declarar el 7 de mayo como Día Nacional del Calipso y a Walter Gavitt Ferguson Byfield, «Ciudadano Distinguido y Padre del Calipso»; además reconoció este género musical como patrimonio cultural inmaterial costarricense.

### Precandidaturas a la Presidencia
El 16 de febrero del año 2009 oficializó sus intenciones de ocupar la silla presidencial por el Partido Acción Ciudadana (PAC), disputando la candidatura con el fundador del PAC, Ottón Solís y al empresario exportador Román Macaya Hayes. Campbell quedó en segundo lugar de los votos después de la realización de las primarias del Partido Acción Ciudadana el 31 de mayo del 2009. 
El 11 de febrero de 2013 lanzó por segunda vez su precandidatura para la elección interna del Partido Acción Ciudadana (PAC), bajo el lema «¿Vamos o no vamos a sacar a Liberación?» e inició un recorrido por el país a bordo de una casa rodante. Obtuvo 24% de los votos y el tercer lugar de cuatro en las primarias ciudadanas.
El 26 de septiembre de 2013 se anunció que sería la candidata a diputada por el segundo lugar por San José para las elecciones del 2014, resultando electa.

### Vicepresidenta de Costa Rica
El 17 de octubre de 2017 Epsy Campbell Barr y Marvin Rodríguez Cordero fueron designados como candidatos a la vicepresidencia en la fórmula presidencial del Partido Acción Ciudadana (PAC) encabezada por Carlos Alvarado Quesada.
Durante su función impulsó el programa «Franja de Desarrollo de la Zona Norte» para atender las desigualdades en la región fronteriza con Nicaragua. Además fue la encargada del «Plan Nacional de Empoderamiento Económico y Liderazgo de las Mujeres» y promovió una serie de iniciativas a favor de la población afrodescendiente como la declaración del Día Internacional de los Afrodescendientes.
En varias encuestas tanto de empresas privadas como de la Universidad de Costa Rica mantuvo hasta el 2018 una alta popularidad, siendo considerada «una de las figuras más influyentes de la política costarricense» desde el 2002.

### Canciller
Tras ser electa vicepresidenta junto con la fórmula presidencial de Carlos Alvarado Quesada, Campbell asumió como recargo el Ministerio de Relaciones Exteriores (MREC) el 8 de mayo de 2018, convirtiéndose en la primera mujer en ocupar el cargo de Canciller de Costa Rica.
Campbell estableció por primera vez los ejes de política exterior vía Decreto Ejecutivo: diplomacia ambiental y de cambio climático, diplomacia para la innovación, el conocimiento y la educación, diplomacia para la inclusión social, la cultura y la paridad de género, diplomacia para la paz, la democracia, la transparencia y la lucha contra la corrupción, diplomacia económica y comercial, diplomacia multilateral, diplomacia regional y diplomacia bilateral. Asimismo, creó el Consejo Presidencial de Cooperación Internacional, Política Exterior y Negocios Internacionales para dar seguimiento a esos ejes y promover la diplomacia económica.
Realizó visitas oficiales a Panamá, Colombia, Italia, Ciudad del Vaticano y España para fortalecer relaciones bilaterales y expresó la posición de Costa Rica respecto a las crisis en Nicaragua y Venezuela ante la Organización de Estados Americanos, la Cumbre CELAC-Unión Europea y la Asamblea General de la ONU.
Durante su gestión la crisis en Nicaragua fue un tema destacado dada la relevancia de los eventos en ese país para Costa Rica, particularmente con el fenómeno migratorio. Campbell abogó por el cese inmediato de la represión a los manifestantes y la detención arbitraria, instando al respeto y garantía de derechos fundamentales como la libertad de expresión y la participación política; además propuso la creación de un mecanismo de investigación internacional con autonomía y abogó por un compromiso con la Comisión Interamericana de Derechos Humanos para dar seguimiento a la implementación de recomendaciones.
En línea con el Grupo de Lima, Costa Rica no reconoció la legitimidad del proceso electoral en Venezuela del 20 de mayo de 2018. El país mantuvo una encargada de negocios en lugar de un embajador y abogó por la intervención de la Organización de Estados Americanos y un acuerdo nacional para abordar la crisis en Venezuela; asimismo instó a detener la violencia, liberar a presos políticos, garantizar los derechos humanos y a la resolución pacífica del conflicto mediante un llamado a las fuerzas de la sociedad venezolana para encontrar soluciones viables y puntos comunes de interés.
Como Canciller, Campbell nombró a personas en puestos de confianza sin que estas cumplieran con los requisitos necesarios para ejercer dichos cargos. Estos nombramientos generaron críticas, por lo que Campbell renunció a la Cancillería tras permanecer menos de un año en el puesto. En su salida, adoptó una postura de victimización ante la opinión pública, lo que también generó diversas reacciones.

#### Servicio Exterior
Durante el periodo de gestión de Campbell se introdujeron «perfiles de país» como una herramienta para identificar oportunidades en las representaciones diplomáticas en el exterior. Por primera vez se solicitó a los embajadores presentar públicamente un plan de trabajo alineado con los objetivos de la Política Exterior, antes de llegar a sus países de destino y también se llevó a cabo un estudio para la flexibilización de visas chinas, presentando el documento a instituciones como la Dirección General de Migración y Extranjería, el Ministerio de Comercio Exterior, el Ministerio de Seguridad y el Instituto Costarricense de Turismo.
Se establecieron criterios técnicos en la asignación de gastos de oficina en el exterior y nuevos lineamientos para contrataciones de personal, favoreciendo la aplicación de la legislación de los países receptores para reducir conflictos y costos para el erario público; y se implementó un Sistema de Planificación y Ejecución Presupuestaria como herramienta informática para cumplir con el Manual de Adquisiciones y Contrataciones, facilitar la gestión administrativa-financiera y la rendición de cuentas de las embajadas.
En cuanto a la carrera diplomática, se dio continuidad al concurso de oposición culminando pruebas académicas y entrevistas con 27 personas elegibles y 14 ya nombradas. Se realizó un concurso de rotación al exterior, designando 11 diplomáticos en misiones costarricenses mediante la aplicación de la figura de «inopia» a favor de la carrera diplomática; se consultó a la autoridad presupuestaria sobre ascensos en el Servicio Exterior y se abrió un concurso para el nombramiento de directores de Cancillería, buscando corregir prácticas históricas y promover la profesionalización del servicio.

## Labor fuera del Congreso
Campbell ha desempeñado roles en diversos proyectos a nivel nacional e internacional, entre ellos como consultora en el Proyecto «Políticas Públicas de Inclusión para mujeres y comunidades Afrodescendientes de las Américas y el Caribe» llevado a cabo en colaboración con la Agencia Española de Cooperación Internacional para el Desarrollo (AECID) y la Asociación para el Desarrollo de las Mujeres Negras Costarricenses entre 2015 y 2017.
Además fue integrante del comité responsable de elaborar el «Informe Regional de Desarrollo Humano (IRDH) para América Latina y el Caribe: Progreso Multidimensional» en 2016 coordinado por el Programa de Naciones Unidas para el Desarrollo (PNUD). También participó como coordinadora en eventos como el «V Encuentro de Parlamentarios, parlamentarias y líderes políticos afrodescendientes de las Américas y el Caribe 2016» y el «Diálogo de parlamentarias y lideresas afrodescendientes de las Américas» en 2016.
Aunado a su trabajo como docente en la Universidad de Costa Rica ha dirigido proyectos como el análisis y seguimiento de la incorporación de los afrodescendientes en las Américas, financiado por la AECID entre 2011 y 2013. Asimismo ha trabajado como consultora internacional sobre democracia intercultural paritaria con el PNUD en 2011, y fue consultora para UNICEF sobre afrodescendientes en 2006-2007 y 2008-2011.

### Día Internacional de los Afrodescendientes
Campbell fue la principal impulsora del Día Internacional de los Afrodescendientes declarado por parte de la Asamblea General de la Organización de las Naciones Unidas (ONU) mediante la resolución 75/170 del 16 de diciembre de 2020.
En agosto de 1920 se celebró en Nueva York la Primera Convención Internacional de los Pueblos Negros del Mundo y como resultado de las discusiones dirigidas por Marcus Garvey con miles de delegados de diferentes países, se adoptó la Declaración de los Derechos de los Pueblos Negros del Mundo. El artículo 53 de dicha declaración proclamó el 31 de agosto de cada año como un día internacional para celebrar a los pueblos negros.
De acuerdo con Campbell la intención con proclamar el Día Internacional de los Afrodescendientes era hacer justicia a las luchas, esperanzas y resistencias, trayendo a la luz ese hito en el contexto de la creciente movilización por la justicia racial, la igualdad y la inclusión de millones de personas bajo la consigna Black Lives Matter.

### Foro Permanente de Afrodescendientes
El 21 de diciembre de 2021 la Asamblea General de las Naciones Unidas seleccionó a Campbell como una de los diez miembros del Foro Permanente de Afrodescendientes. Este foro, actuando como un órgano asesor del Consejo de Derechos Humanos de la ONU, está compuesto por diez expertos independientes con reconocida competencia en asuntos de afrodescendencia y derechos humanos. Estos expertos desempeñan sus funciones de manera voluntaria y no forman parte del personal de las Naciones Unidas, sin recibir compensación económica.
La conformación de este mecanismo consultivo se lleva a cabo siguiendo criterios geográficos: cinco miembros son elegidos por la Asamblea General de las Naciones Unidas, mientras que los otros cinco son designados por organizaciones afrodescendientes. Estos expertos trabajan de manera personal, con períodos de tres años y la posibilidad de ser reelegidos.
La iniciativa de establecer este Foro surgió luego que Campbell abogara ante la Asamblea General y en diversas reuniones bilaterales por la urgencia de crear este órgano con el propósito de mejorar la calidad de vida de las personas afrodescendientes en todo el mundo.

## Controversias
En 2008 Campbell fue contratada durante la administración Arias Sánchez por el Ministerio de Planificación para brindar una consultoría para plantear una reforma al Reglamento Interno de la Asamblea Legislativa y recibió críticas a lo interno de su partido porque la contratación no fue licitada.
En octubre de 2018 fue llamada a declarar por la Comisión de Control de Ingreso y Gasto de la Asamblea Legislativa por presuntos nombramientos irregulares en el Ministerio de Relaciones Exteriores. A raíz de la audiencia la Fiscalía General abrió una investigación contra Campbell, a la que se unió la Procuraduría de la Ética Pública. La investigación de la Procuraduría concluyó que Campbell no incurrió en ninguna falta al deber de probidad sin embargo presentó su renuncia al cargo de canciller el 11 de diciembre de 2018 quedando fungiendo únicamente como vicepresidenta de la República.

## Publicaciones
- Campbell Barr, Epsy (2023). Afrodescendientes y participación política Costa Rica 1949 – 2022. Asociación para el Desarrollo de las Mujeres Negras Costarricense. ISBN 9978-9930-9423-6-9.
- Campbell Barr, Epsy (2019).  Aguilar Révelo, Lorena, ed. Género y Manejo de Recursos Naturales. Unión Mundial para la Naturaleza. pp. 54-61. ISBN 9968-743-03-8.
- Álvarez Nazareno, Carlos; Campbell Barr, Epsy (2013). «Reporte de la situación de los afrodescendientes en América Latina y el Caribe». Centro de Mujeres Afrocostarricenses (1 edición) (Instituto Afrodescendiente para el Estudio, la Investigación y el Desarrollo). ISBN 978-9930-9423-4-5.
- Campbell Barr, Epsy (2013). Situación de los afrodescendientes en América Latina: Argentina, Colombia, Costa Rica, Cuba, Ecuador, Uruguay : la desigualdad reflejada en los censos. Asociación Instituto Afrodescendiente para el Estudio, la Investigación y el Desarrollo. ISBN 978-9930-9495-0-4.
- Campbell Barr, Epsy (2011).  Jaramillo, María Mercedes, ed. Hijas del muntu: biografías críticas de mujeres afrodescendientes de América Latina. Ensayo (1. ed. en Panamericana Editorial edición). Panamericana Editorial. ISBN 978-958-30-3794-8. Consultado el 19 de noviembre de 2023.
- Campbell Barr, Epsy (2002). Poderes cuestionados: sexismo y racismo en América Latina ; [Simposio Sexismo y Racismo en Tapalehui, Morelos, Mex. del 28 al 31 de enero del 2001] (1. ed edición). UNIFEM. ISBN 978-9968-864-03-9.
- Campbell Barr, Epsy (2000).  Foro de Mujeres para la Integración Centroamericana, ed. Excluidas... pobres y desempleadas (1. ed edición). Segura. ISBN 978-9977-9974-6-9.
- Campbell Barr, Epsy (1999). Integración centroamericana, género y mujeres. Agencia Canadiense de Cooperación Internacional. pp. 88-109.
- Campbell Barr, Epsy (1998). Justicia y discriminación en Costa Rica. CONAMAJ. ISBN 978-9968-792-07-3.
- Campbell Barr, Epsy (1997). Construyendo una Centroamérica con equidad. El Foro. Consultado el 19 de noviembre de 2023.
- Campbell Barr, Epsy (1996). Cumbres, consensos y después--.. CLADEM, Comité de América Latina y el Caribe para la Defensa de los Derechos de la Mujer. Consultado el 19 de noviembre de 2023.

## Reconocimientos
- «Visitante Ilustre de Montevideo», 2021. Intendencia de Montevideo.[53]
- «Mujeres poderosas», 2019. Revista Forbes.[54]
- «Mujeres más influyentes de la región», 2019. Revista Estrategia y Negocios.[55]
- «Premio al Liderazgo», 2019. Red de Renacimiento Africano y de la Diáspora.[56]
- «Líderes afrodescendientes más influyentes del mundo», 2019. Most Influential People of African Descent (MIPAD).[57]
- «Campeona de Juventud», 2019. Fondo de Naciones Unidas para la Infancia (UNICEF), por la estrategia «Generación Sin Límites».[58]
- «Llave de la Ciudad de Panamá» y «Huésped del honor del distrito de Panamá», 2018.[59]